# Martha Fineman
Martha Albertson Fineman (née en 1943) est une juriste, théoricienne du droit et philosophe féministe américaine, et professeure à l’université Emory.
Elle est « la théoricienne éminente de la famille féministes de notre époque ».